# Herb Krasów
Herb Krasów – przedstawia w błękitnej tarczy ze srebrnej podstawy wyrasta z prawej (heraldycznie) strony, siedem złotych kłosów zboża, w układzie trzy u góry, z lewej czarny dzik w skoku.
Najstarszy znany herb Krasów widnieje na dokumentach przechowywanych w Archiwum Miejskim w Pszczynie. Figuruje na pieczęciach z XVIII w. z napisem: CRASSOW. GEM. SIGL. PLESSNER. CREYS. (niem Pieczęć gminy Krasowy, okrąg pszczyński).